# Ningbo Challenger 2013
Il Ningbo Challenger 2013 (noto come Yinzhou Bank Cup International Women's Tennis Open per motivi di sponsorizzazione)  è stato un torneo professionistico di tennis femminile giocato sul cemento. È stata la 4ª edizione del torneo, che da quest'anno fa parte del WTA Challenger Tour 2013. Si è giocato a Ningbo in Cina dal 22 al 27 settembre 2013.

## Partecipanti

### Teste di serie
| Nazionalità | Giocatrice             | Ranking* | Testa di serie |
| ----------- | ---------------------- | -------- | -------------- |
| Serbia      | Bojana Jovanovski      | 41       | 1              |
| Cina        | Zheng Jie              | 58       | 2              |
| Spagna      | Lourdes Domínguez Lino | 60       | 3              |
| Austria     | Yvonne Meusburger      | 64       | 4              |
| Ucraina     | Lesja Curenko          | 68       | 5              |
| Rep. Ceca   | Karolína Plíšková      | 70       | 6              |
| Kazakistan  | Jaroslava Švedova      | 74       | 7              |
| Stati Uniti | Lauren Davis           | 75       | 8              |

* Ranking al 29 ottobre 2013.

### Altre partecipanti
Giocatrici che hanno ricevuto una wild card:
- Han Xinyun
- Wang Qiang
- Zhang Yuxuan
- Zheng Saisai

Giocatrici che sono passate dalle qualificazioni:
- Petra Cetkovská
- Richèl Hogenkamp
- Katarzyna Piter
- Wang Yafan

## Campionesse

### Singolare
- Bojana Jovanovski ha sconfitto in finale  Shuai Zhang per 6(7)–7, 6–4, 6–1.

### Doppio
- Chan Yung-jan /  Zhang Shuai hanno sconfitto in finale  Iryna Burjačok /  Oksana Kalašnikova per 6–2, 6–1.